# Bake-zōri

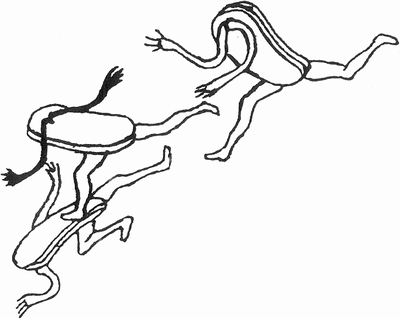
Abbildung von Bake-zōri in Ikkus Kaidan takara hatsuyume.

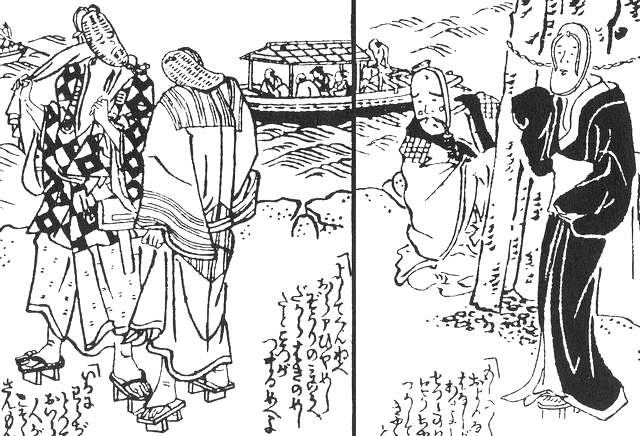
Abbildung von Bake-zōri in Ikkus Unshidai Izumo engumi.

Der Bake-zōri (化け草履; wörtl. „Spukender Grasschuh“, sinnbildl. „Sandalenkobold“) ist ein fiktives Wesen aus der japanischen Folklore und gehört zur Klasse der Tsukumogami (付喪神; „Artefakt-Geister“) innerhalb der Gruppe der Yōkai (妖怪; „Dämonen“). Er tritt fast immer paarweise auf und soll singend und plärrend durchs Haus rennen, bevor er für immer davonläuft.

## Beschreibung
Der Bake-zōri wird in klassischen Überlieferungen als wandelnde Stroh-Sandale beschrieben, die zum Leben erwacht und bewohnte Häuser unsicher macht. Er besitzt nur ein Auge, einen Mund, zwei Arme und zwei Beine. Bake-zōri entwickeln ein Eigenleben, wenn sie ihren „100. Geburtstag“ erreichen, in dieser Zeit zu oft ignoriert wurden und sich nutzlos vorkommen oder wenn sie durch moderneres Schuhwerk wie Getas oder Flip-Flops ersetzt wurden. Als Vergeltung für die erlittene Schmach verfolgen Bake-zōri Hausbewohner und erschrecken oder schikanieren sie. Sie sollen dann vor allem nachts durch das Haus rennen und lauthals „Kararin! Kororin! Kankororin! Managu mittsu ni ha ninmai!“ (カラリン、コロリン、カンコロリン、まなぐ三つに歯二ん枚; zu dt. „Kararin! Kororin! Kankororin! Drei Augen und zwei Zähne dazu!“) rufen. Im besten Falle laufen sie einfach plärrend davon. Andere Bake-zōri suchen anschließend weitere Tsukumogami auf und verbünden sich mit ihnen.

## Hintergrund
Gestaltungsvorbild der heute populären Gestalt des Bake-zōri waren die Zōri, traditionelle Zehenstegsandalen aus geflochtenem Reisstroh. Sie bestehen aus einer Sohle und zwei Riemen, die zwischen dem großen und dem zweiten Zeh hindurchlaufen.
Die früheste Abbildung eines Zōri-Dämons findet sich in dem Emakimono Hyakki Yagyō Emaki (百鬼夜行絵巻; Bilderrolle der Nachtparade aus 100 Dämonen) des Zeichners und Autors Mitsunobu Tosa aus dem Jahr 1570 (Muromachi-Zeit). Dort ist ein Zōri-Dämon in einem Reisstroh-Mantel (Mino) zu sehen, wie er auf einem pferdeähnlichen Drachen reitet. Eine Beschriftung fehlt jedoch. Die ersten Darstellungen von anthropomorphen Bake-zōri stammen aus der Edo-Zeit, allerdings bleiben sie auch dort zunächst namenlos. Es existieren aber auch Überlieferungen, die Bake-zōri als hölzerne Geta beschreiben, weshalb bisweilen gemutmaßt wird, dass der Name „Bake-zōri“ ursprünglich jede Art von beseeltem Schuhwerk beschreiben konnte. Generell sind historische Abbildungen besessener Schuhe recht selten und detaillierte Überlieferungen erscheinen nicht vor dem späten 19. Jahrhundert.
Die früheste bildliche Darstellung des „klassischen“ Bake-zōri erscheint in Jippensha Ikkus Roman Kaidan takara hatsuyume (怪談宝初夢;„Geistergeschichten aus Träumen“) aus dem Jahr 1803 während der Edo-Zeit. Eine weitere Anekdote ist in Ikkus Werk Unshidai Izumo engumi (運次第出雲縁組; „Izumos glücklicher Abschied“) aus dem Jahr 1823 überliefert. Sie beschreibt Bake-zōri, die Kimonos und Getas tragen und sich mit anderen Bake-zōri in der Präfektur Iwate treffen, um dann gemeinsam auf Reisen zu gehen. Aus derselben Präfektur stammen auch die ersten Beschreibungen der heute vertrauten Bake-zōri. Die Anekdote Hakimono no Bakemono (履物の化物; Monsterschuhe) des Folkloristen Sasaki Kizen aus dem Jahr 1908 erzählt von besessenem Schuhwerk, das einem zwielichtigen Händler entfleucht und die Gassen von Tōno unsicher macht. Ähnliches berichtet auch Yanagita Kunio. Beide Gelehrte weisen darauf hin, dass das den Bake-zōri zugesprochene Spottlied „Kararin“ ursprünglich von Getas gesungen wurde, was auch viel besser zum Aussehen dieser Schuhe passen würde. Die Geschichte aus Tōno wird in einer Episode der beliebten Anime-Serie GeGeGe no Kitarō aufgegriffen.